# Chaetonotus persimilis
Chaetonotus persimilis is een buikharige uit de familie Chaetonotidae. De wetenschappelijke naam van de soort werd in 2018 voor het eerst geldig gepubliceerd door Kolicka. De soort wordt in het ondergeslacht Hystricochaetonotus geplaatst.